# نیروی تندر
نیروی تندر (به انگلیسی: Thunder Force) یک فیلم سینمایی کمدی و ابرقهرمانی آمریکایی محصول سال ۲۰۲۱ به کارگردانی و نویسندگی بن فالکون با بازی ملیسا مک‌کارتی، اکتاویا اسپنسر، جیسون بیتمن، بابی کاناوله، پام کلمنتیئف و ملیسا لیو است. این فیلم در ۹ آوریل ۲۰۲۱ توسط نتفلیکس به صورت دیجیتالی منتشر شد و عموماً نقدهای منفی از منتقدان دریافت کرد.

## داستان
در دنیایی که توسط ابر شرورها وحشت زده شده‌است، یک زن فرایند ابرقدرت‌ها را به افراد منظم توسعه داده‌است. اما هنگامی که دانشمند امیلی استنتون به‌طور تصادفی دوست صمیمی خود را با توانایی‌های باورنکردنی آغشته می‌کند، این دو زن باید به اولین تیم ابرقهرمان تبدیل شوند. اکنون، این تندر فورس است که باید با Miscreants فوق‌العاده قدرتمند بجنگد و شیکاگو را از چنگال The King نجات دهد.

## فیلمبرداری
فیلم‌برداری اصلی در ۲۵ سپتامبر ۲۰۱۹ در آتلانتا آغاز شد. و در ۱۰ دسامبر ۲۰۱۹ به پایان رسید.